# Magosteiras
Magosteiras (oficialmente y en asturiano: As Magosteiras) es una aldea de la parroquia de Tol, concejo de Castropol, en la comarca del Eo-Navia, Principado de Asturias, España.